# مرز اتریش–سوئیس

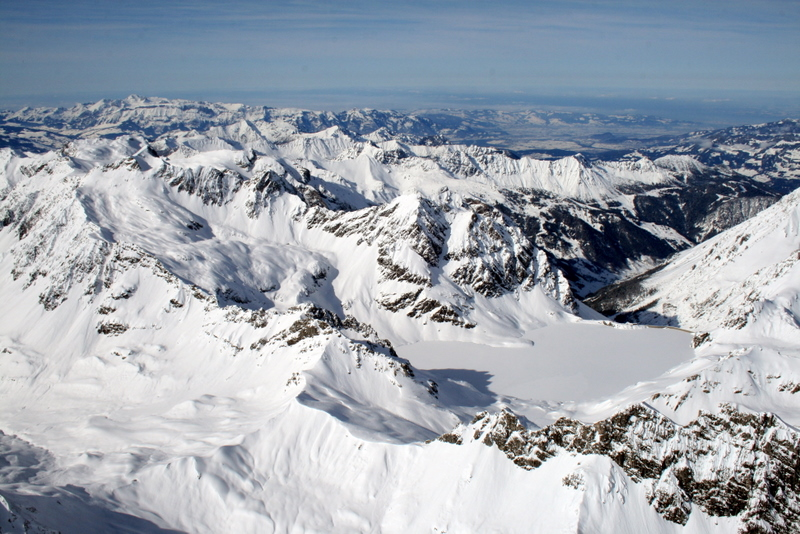
نمای هوایی از دریاچه لونر (لونرسی) و خط مرزی اتریش-سوئیس

خط مرزی اتریش–سوئیس (انگلیسی: Austria–Switzerland border‎) نام سرحد و حاشیهٔ بین دو کشور اتریش و سوئیس به فاصلهٔ ۱۸۰ کیلومتر (۱۱۰ مایل) می‌باشد که در دو بخش توسط کشور لیختن اشتاین جدا می‌شود.

## تاریخ
مرز فعلی محصول ایجاد جمهوری هلوتیک در سال ۱۷۹۸ می‌باشد.
الحاق سوئیس به منطقه شینگن در دسامبر ۲۰۰۸ تمام بررسی‌های گذرنامه‌ای بین دو کشور را حذف نمود. با این حال، مقامات گمرک سوئیس و اتریش حضور خود را در گذرگاه‌های مرزی پر رفت و آمد حفظ کرده و همچنان اختیار متوقف کردن مسافران برای انجام چک‌های گمرکی را دارند، زیرا سوئیس خارج از اتحادیه گمرکی اتحادیه اروپا است.